# Comuna Velîka Rișnivka, Șepetivka
Velîka Rișnivka (în ucraineană Велика Рішнівка) este o comună în raionul Șepetivka, regiunea Hmelnîțkîi, Ucraina, formată din satele Kosa Rișnivka, Soșkî și Velîka Rișnivka (reședința).

## Demografie
Componența lingvistică a comunei Velîka Rișnivka
     Ucraineană (97,11%)
     Rusă (2,78%)
Conform recensământului din 2001, majoritatea populației comunei Velîka Rișnivka era vorbitoare de ucraineană (97,11%), existând în minoritate și vorbitori de rusă (2,78%).